# Гушул Микола Васильович
Ґушул Микола Васильович (20 лютого 1940 року, Рожнів, Косівського р-ну ) - маловідомий український письменник, краєзнавець, інженер-педагог,  а також  старший інженер. Член Національної Спілки письменників України (НСПУ) та член Національної Спілки Краєзнавців України (НСКУ).

## Біографія
Ґушул Микола Васильович народився 20 лютого 1940 року в селі Рожнів, Косівського району, Івано-Франківської області в сім'ї селян Василя і Катерини Ґушул. Друга дитина у сім'ї(всього 4).

### Навчання
Микола Ґушул розпочав своє навчання у Рожнівській школі, провчився 10 класів. Школу закінчив у 1957 році.
З 1957 по 1959 рік працював у школах Верховинського району, де поринав у роботу з головою, знаючи свою справу.
У 1964 році закінчив Львівський політехнічний інститут за спеціальністю «електронні прилади».
1974 р. - закінчив Київську народну консерваторію по класу хорового диригування.

### ДІяльність
1. З 1965 по 2000 р. -  працював у Київському об'єднанні «Октава».  Пройшов шлях від інженера до начальника відділу розробок, впровадження і супроводження серійного випуску електронних та інших виробів побутового призначення. Багато років займався науково-дослідною роботою та розробкою електронних приладів спеціального та оборонного призначення.
2. З 1965 по 1968 р. -  очолював музичну секцію Історико-мистецького клубу, який був продовжувачем справи шістдесятників, був старостою відомого міжвузівського студентського хору «Жайворонок», який один із перших організовував колядування і щедрування у Києві.
3. 1996 р.- разом з синами створив ініціативну групу спеціалістів, які займаються переплануванням і ремонтом квартир і офісів, дизайнерськими розробками, будівництвом котеджів.

### Особисте життя
Одного разу комітет комсомолу  підприємства , де працював Микола, направив його в райком комсомолу для участі в рейді з перевірки заводських їдалень. Там він знайомиться з Лідою, яка через пів року стає його дружиною. Повінчались дуже пізно, на 60-ти річчя Миколи. Мав двох дітей. Старший син - Василь та  молодший - Богдан.

## Творчий внесок
У 1970 році здійснив документальний опис весільного обряду «Покутське весілля», яке ввійшло у двотомник «Весілля», підготовлений і виданий Інститутом мистецтвознавства та етнографії Академії наук України. У 2002 році побачила світ книжка «Будівлі Покуття». Книга є  спробою поділитись з широким колом читачів і спеціалістів кращими, гідними подиву, здобутками покутських майстрів у сфері будівництва й проведенні оздоблювальних робіт, і в такий спосіб відкрити ще одну грань всебічно обдарованих жителів рідного Покуття.
До 600-річчя села Рожнова у 2008 році видав своїм коштом «Історію села Рожнова» свого односельця, по суті – самоука (закінчив тільки перший клас), Федора Мацка, який написав її у 83 роки, а останні сторінки написав будучи повністю сліпим у 89 років. Для збереження покутського діалекту, самобутності і неповторності книжка видана у вигляді рукопису.
У 2010 році вийшла у світ книжка М. Гушула «Рожнів і рожнівчани» . Це історико-мемуарний нарис про долю п`яти поколінь однієї родини від Першої світової війни до сьогодення, про побут і звичаї покутян. У 2013 році побачила світ книжка «Рожнів і Покуття. Минуле і сучасне, духовне і матеріальне». Книжка має три частини: минуле і сучасне, духовна культура, матеріальна культура.
У 2015 році вийшла ще одна книжка - «Рожнівчани сміються». В ній розміщені бувальщини, які сталися з рожнівчанами, гумористичні оповідки зі збереженням діалектизмів, анекдоти на різноманітну тематику та гуморески, написані рожнівчанами.